# Tarczyca (roślina)

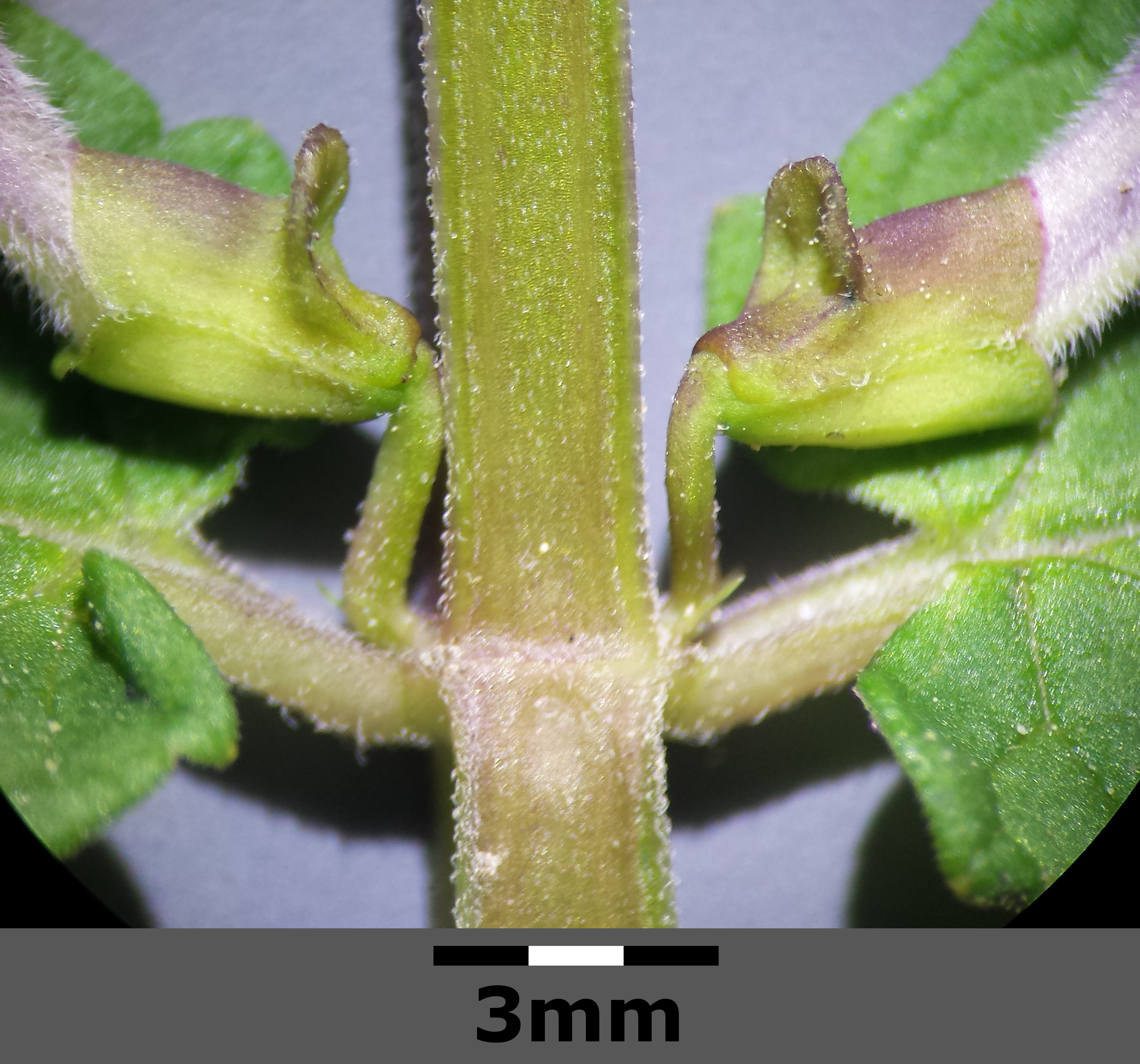
Tarczki na kielichu tarczycy pospolitej

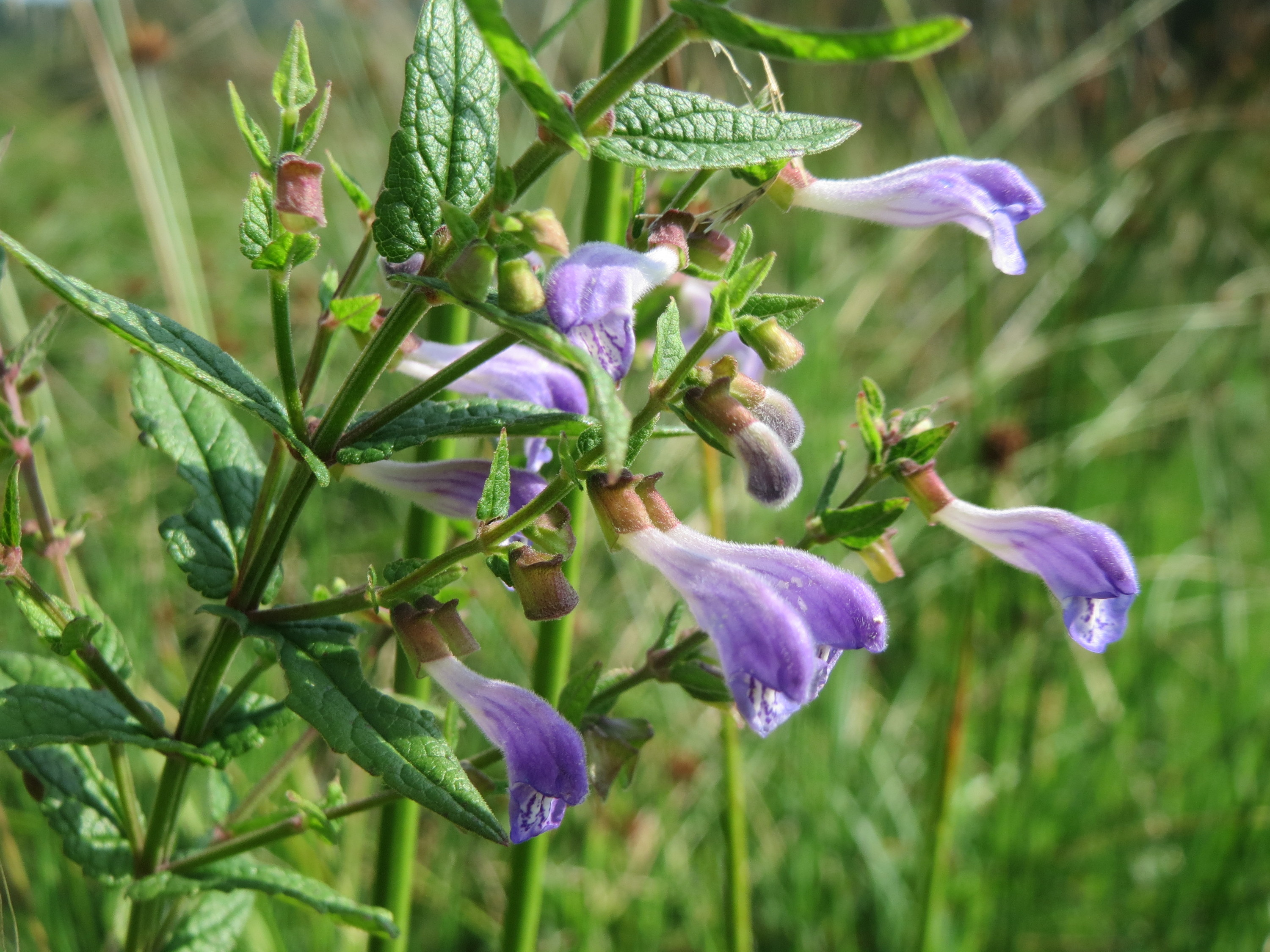
Tarczyca pospolita

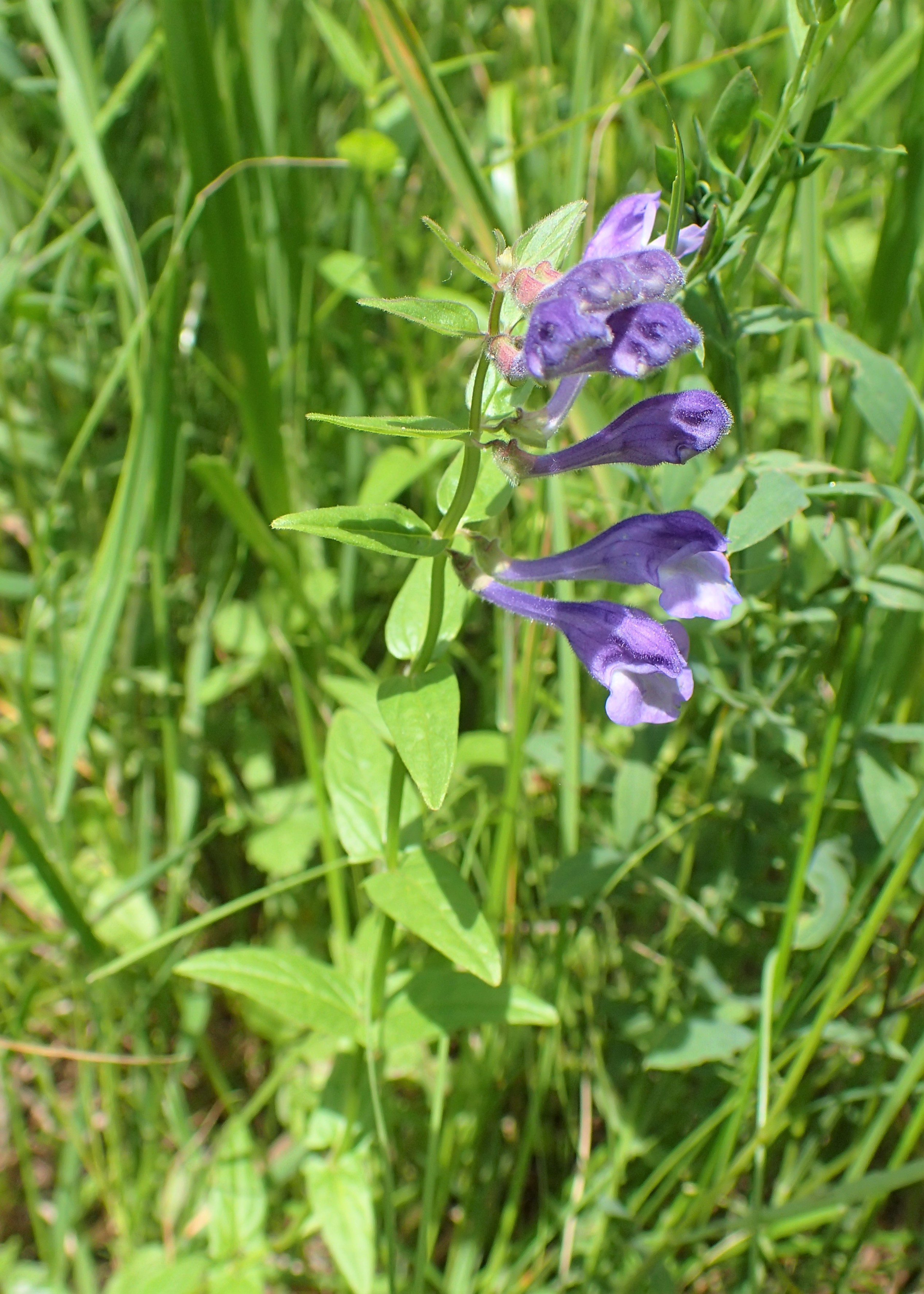
Tarczyca oszczepowata

Tarczyca (Scutellaria L.) – rodzaj roślin należący do rodziny jasnotowatych (Lamiaceae Lindl.). Należy do niego około 350–360 gatunków, a według The Plant List nawet blisko 470. Rodzaj ma zasięg kosmopolityczny, ale większość z nich występuje na obszarach klimatu umiarkowanego półkuli północnej, a największe zróżnicowanie jest w Azji (ok. 100 gatunków rośnie w Chinach). W Europie rośnie 13 gatunków. Nieliczne gatunki spotykane są w Afryce, przy czym w południowej części tego kontynentu brak ich zupełnie. W Polsce za rodzime uchodziły przez długi czas dwa gatunki – tarczyca pospolita S. galericulata i tarczyca oszczepowata S. hastifolia, jednak już w XXI wieku odkryto naturalne stanowisko w Karpatach tarczycy drobnej Scutellaria minor. Kilka dalszych gatunków jest uprawianych i czasem dziczejących, przy czym zadomowionym już przybyszem jest tarczyca wyniosła S. altissima. Rośliny te zasiedlają różne siedliska, od płytkich wód i mokradeł, poprzez widne lasy do półpustyń. Łacińska nazwa rodzaju pochodzi od tego, że górnej części kielicha znajduje się tarczka przypominająca czarkę do picia (po łacinie scutella).
Pojedyncze gatunki z tego rodzaju bywają uprawiane jako ozdobne. S. mexicana jest krzewem sadzonym na terenach suchych. Tarczyca bajkalska S. baicalensis jest wykorzystywana w ziołolecznictwie.

## Morfologia
PokrójBezwonne rośliny zielne, rzadziej półkrzewy lub krzewy, osiągające zwykle do 1 m wysokości, u niektórych gatunków z rozłogami.
LiścieUlistnienie nakrzyżległe, bez przylistków, pojedyncze, zwykle ząbkowane lub karbowane, rzadziej pierzasto wcinane.
KwiatyWyrastają naprzeciwlegle w kątach liści w górnej części pędu, rzadko skrętolegle w szczytowej części pędu. Kielich zrosłodziałkowy, dwuwargowy, u wielu przedstawicieli na górnej wardze z charakterystyczną, wzniesioną tarczką. Korona dwuwargowa; powstała ze zrośnięcia płatków u nasady tworzących stopniowo rozszerzającą się ku górze rurkę, wygiętą, podnoszącą się lub prosto wzniesioną, czasem rozdętą lub z ostrogą. Górna warga kapturkowato wysklepiona, warga dolna trójdzielna, powstała przez zrośnięcie trzech płatków, z których dolny jest większy od bocznych. Kwiaty barwy żółtej, fioletowej, różowej lub białej. Pręciki są cztery, w dwóch parach, pylniki główek z poszczególnych par blisko z sobą stulone, nie wystają z rurki kwiatu. Zalążnia górna,  złożona z dwóch owocolistków, tworzących dwie komory zawierające po dwa zalążki. Szyjka słupka pojedyncza, cienka, na końcu ze znamieniem podzielonym na nierówne dwie łatki.
OwocCzterodzielna rozłupnia, rozpadająca się na cztery pojedyncze rozłupki spłaszczone, kuliste lub jajowate.

## Systematyka
Synonimy

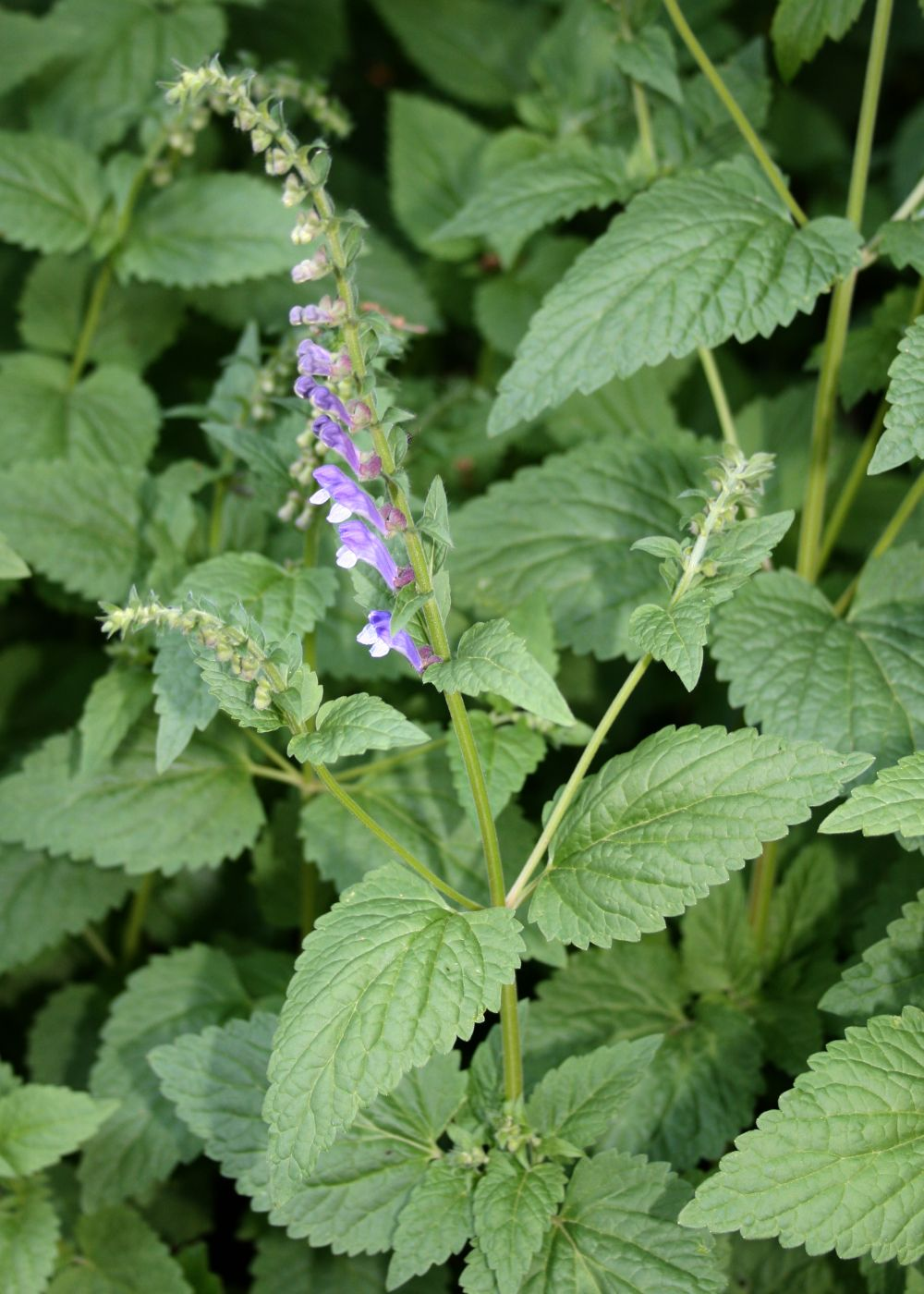
Tarczyca wyniosła

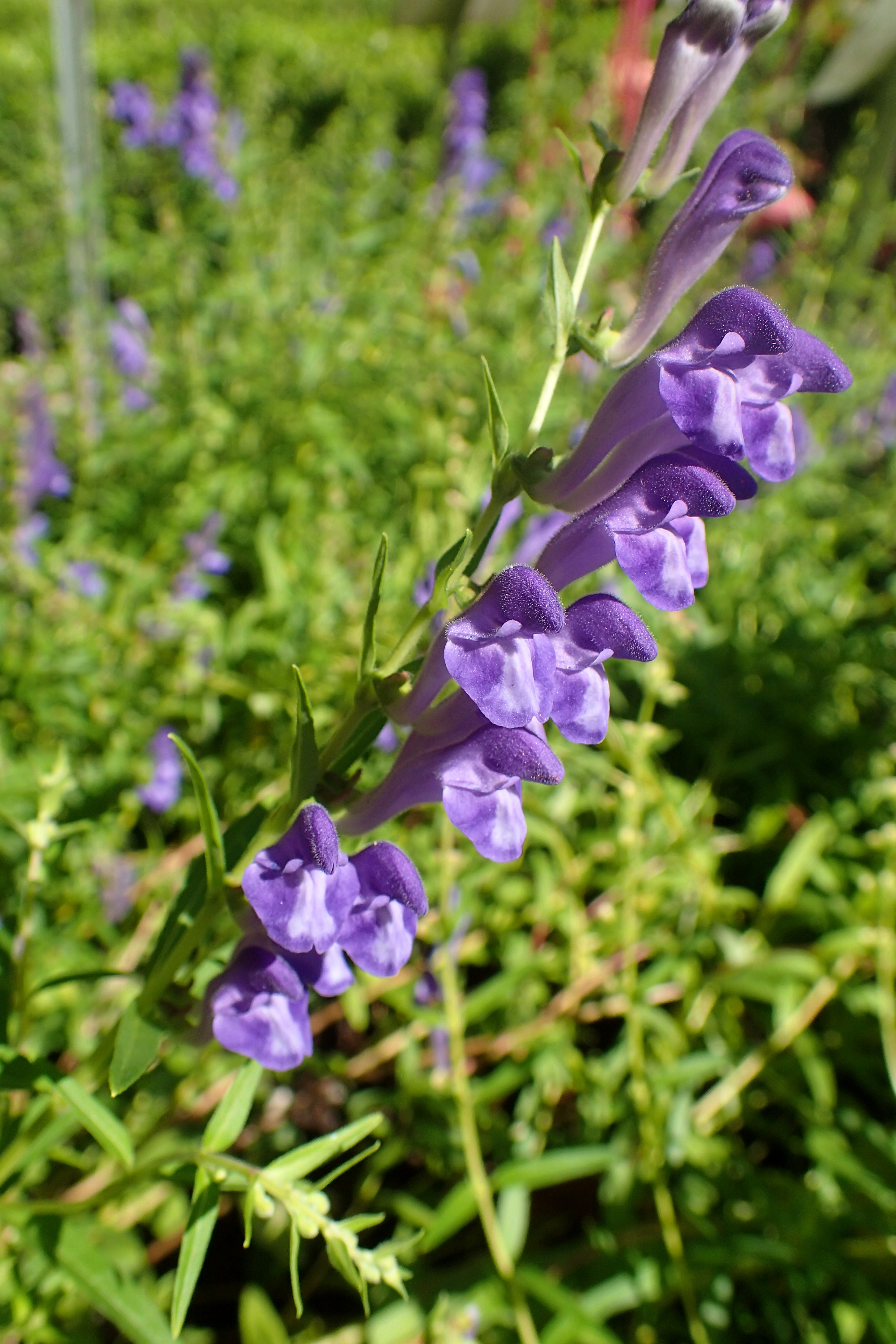
Tarczyca bajkalska

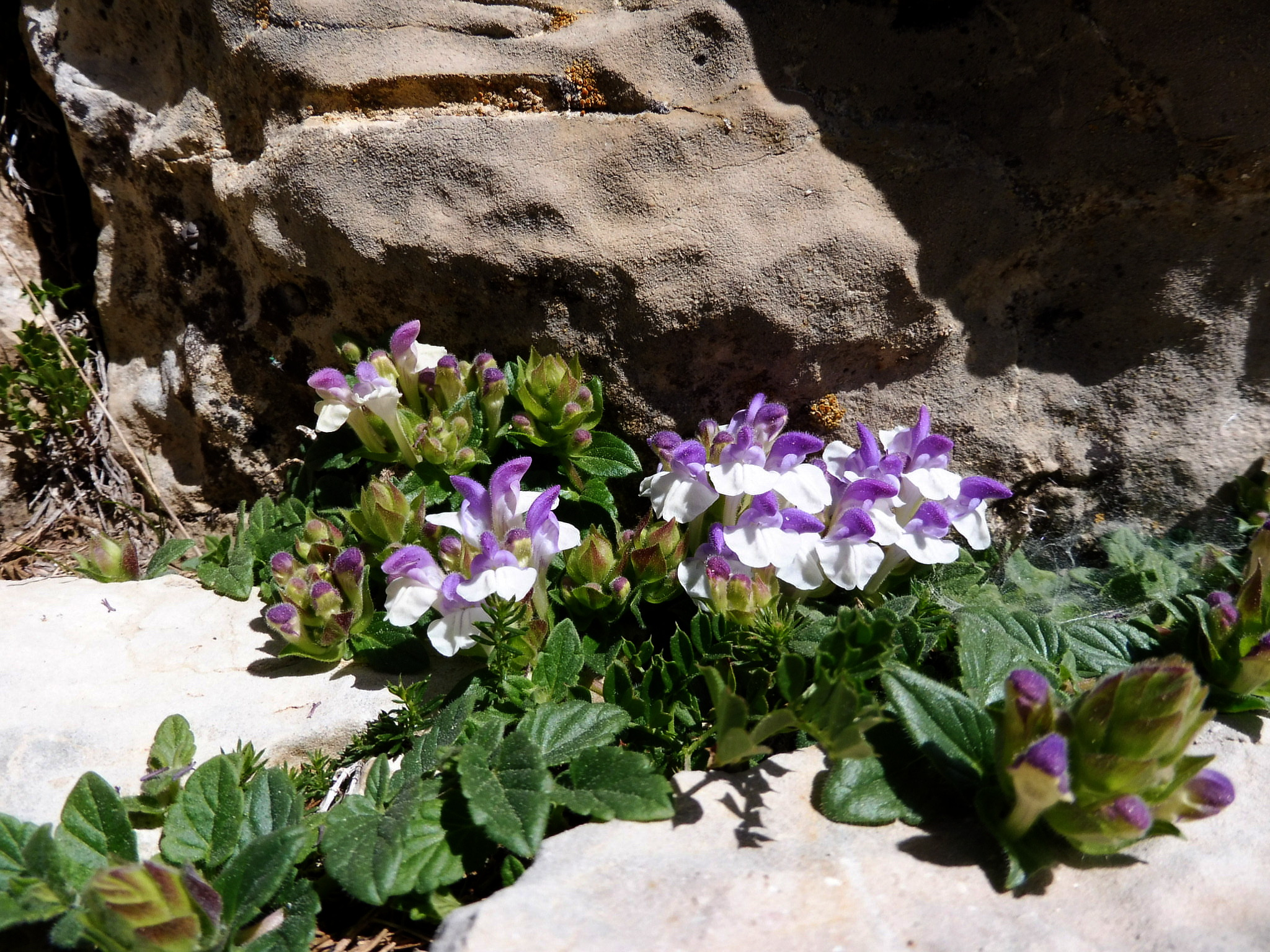
Tarczyca alpejska

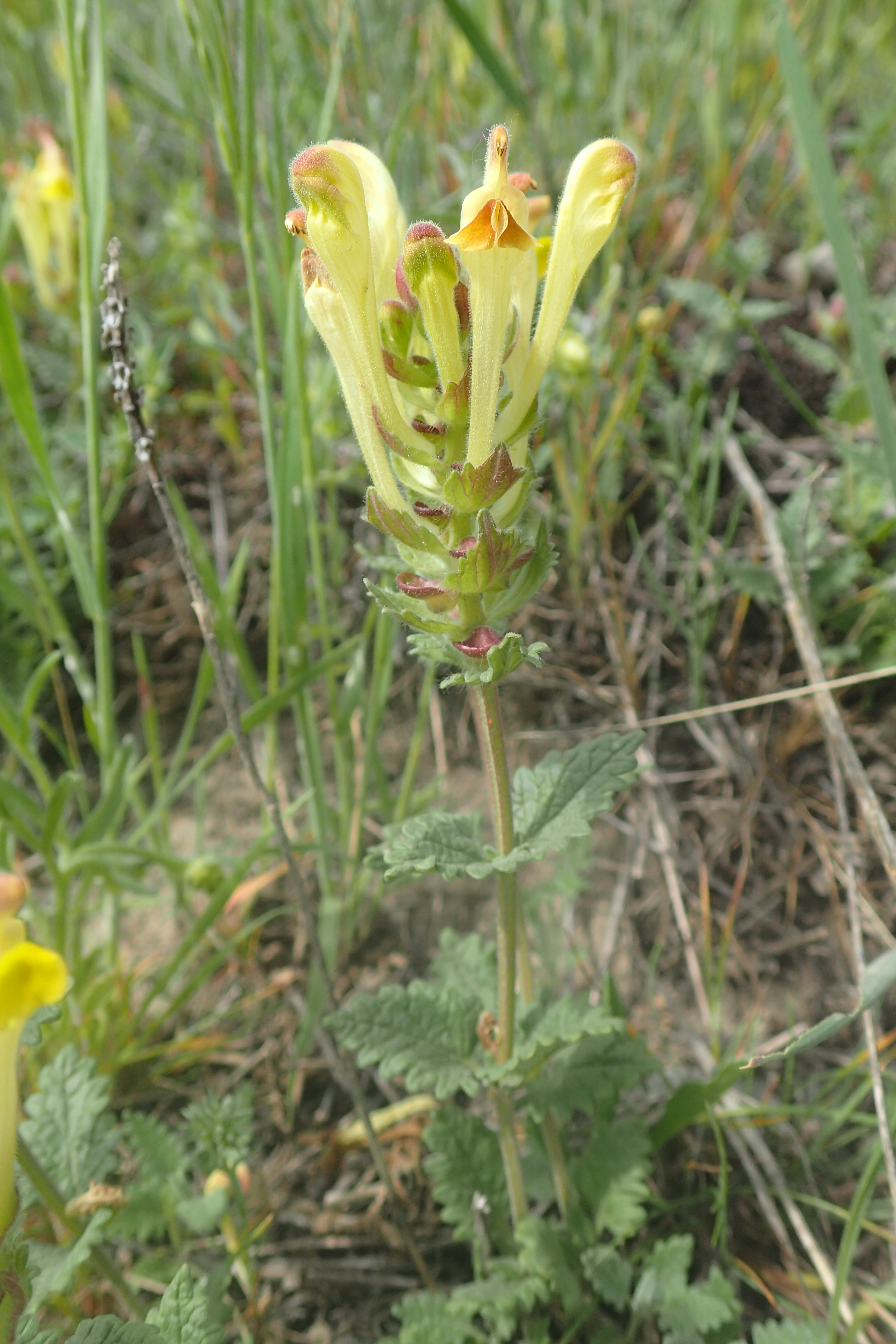
Tarczyca wschodnia

Anaspis Rech. f., Cruzia Phil., Harlanlewisia Epling, Perilomia Kunth, Salazaria Torr., Theresa Clos
Pozycja systematyczna
Rodzaj Scutellaria jest najbogatszym w gatunki przedstawicielem podrodziny  Scutellarioideae (Dumortier) Caruel (obejmuje co najmniej ok. 360 gatunków, podczas gdy do pozostałych czterech rodzajów z tej podrodziny należy ok. 20 gatunków). Taksonomicznie jest rodzajem wyraźnie izolowanym. Podrodzina do której należy umieszczana jest w rodzinie jasnotowatych Lamiaceae Lindl. i przynależność rodzaju do tej rodziny jest akceptowana w większości systemów klasyfikacyjnych. Do poglądów mniejszościowych i odrzucanych należy wyodrębnianie podrodziny w randze osobnej rodziny Salazariaceae F. A. Barkley lub Scutellariaceae Döll.
Wykaz gatunków
- Scutellaria adenostegia Briq.
- Scutellaria adenotricha X.H.Guo & S.B.Zhou
- Scutellaria adsurgens Popov
- Scutellaria agrestis A.St.-Hil. ex Benth.
- Scutellaria alabamensis Alexander
- Scutellaria albida L. – tarczyca biaława
- Scutellaria albituba A.Pool
- Scutellaria alborosea Lem.
- Scutellaria alexeenkoi Juz.
- Scutellaria alpina L. – tarczyca alpejska
- Scutellaria alta M.E.Jones
- Scutellaria altaica Ledeb. ex Sweet
- Scutellaria altamaha Small
- Scutellaria altissima L. – tarczyca wyniosła
- Scutellaria amabilis H.Hara
- Scutellaria amicorum Rech.f.
- Scutellaria amoena C.H.Wright
- Scutellaria amphichlora Juz.
- Scutellaria anatolica Çiçek & Ketenoglu
- Scutellaria andamanica Prain
- Scutellaria andrachnoides Vved.
- Scutellaria androssovii Juz.
- Scutellaria angrenica Juz. & Vved.
- Scutellaria angustifolia Pursh
- Scutellaria anhweiensis C.Y.Wu
- Scutellaria anitae Juz.
- Scutellaria anomala Epling
- Scutellaria antirrhinoides  Benth.
- Scutellaria arabica Jaub. & Spach
- Scutellaria aramberrana B.L.Turner
- Scutellaria araratica Grossh.
- Scutellaria araxensis Grossh.
- Scutellaria arenicola Small
- Scutellaria argentata Leonard
- Scutellaria arguta Buckley
- Scutellaria ariana Hedge
- Scutellaria artvinensis Grossh.
- Scutellaria asperiflora Nakai
- Scutellaria assamica Mukerjee
- Scutellaria atrocyanea Epling & Játiva
- Scutellaria attenuifolia Suddee & A.J.Paton
- Scutellaria aurantiaca A.Pool
- Scutellaria aurata Lem.
- Scutellaria aurea B.L.Rob. & Greenm.
- Scutellaria austrotaiwanen sis C.X. Xie & T.C. Huang
- Scutellaria axilliflora Hand.-Mazz.
- Scutellaria baicalensis Georgi – tarczyca bajkalska
- Scutellaria baldshuanica Nevski ex Juz.
- Scutellaria balearica Barceló
- Scutellaria bambusetorum C.Y.Wu
- Scutellaria barbata D.Don
- Scutellaria bartlettii B.L.Turner
- Scutellaria benthamiana (Mansf.) Epling
- Scutellaria blepharophylla  Epling
- Scutellaria bolanderi A.Gray
- Scutellaria botbaevae Lazkov
- Scutellaria botschantzevii  M.N.Abdull.
- Scutellaria brachyspica Nakai & H.Hara
- Scutellaria brevibracteata  Stapf
- Scutellaria breviflora Benth.
- Scutellaria brittonii Porter
- Scutellaria bucharica Juz.
- Scutellaria bushii Britton
- Scutellaria caerulea Moc. & Sessé ex Benth.
- Scutellaria calcarata C.Y.Wu & H.W.Li
- Scutellaria californica A.Gray
- Scutellaria cardiophylla Engelm. & A.Gray
- Scutellaria carmenensis Henr.
- Scutellaria caryopteroides  Hand.-Mazz.
- Scutellaria catharinae Juz.
- Scutellaria caucasica A.Ham.
- Scutellaria caudifolia Y.Z.Sun
- Scutellaria chaematochlora  Juz.
- Scutellaria chamaedrifolia  Hedge & A.J.Paton
- Scutellaria chekiangensis C.Y.Wu
- Scutellaria chenopodiifoli a Juz.
- Scutellaria chevalieri Briq.
- Scutellaria chiangii B.L.Turner
- Scutellaria chihshuiensis C.Y.Wu & H.W.Li
- Scutellaria chimenensis C.Y.Wu
- Scutellaria chodshakasiani  Kamelin ex Kochk.
- Scutellaria chungtienensis  C.Y.Wu
- Scutellaria × churchilliana  Fernald
- Scutellaria coccinea Kunth
- Scutellaria cochinchinensi s Briq.
- Scutellaria colebrookiana Wall.
- Scutellaria colpodea Nevski
- Scutellaria columnae All.
- Scutellaria comosa Juz.
- Scutellaria cordifrons Juz.
- Scutellaria costaricana H.Wendl.
- Scutellaria cristata Popov
- Scutellaria cyanocheila Epling
- Scutellaria cylindriflora Epling & Játiva
- Scutellaria cypria Rech.f.
- Scutellaria daghestanica Grossh.
- Scutellaria darriensis Grossh.
- Scutellaria darvasica Juz.
- Scutellaria delavayi H.Lév.
- Scutellaria dependens Maxim.
- Scutellaria diffusa Benth.
- Scutellaria discolor Colebr.
- Scutellaria drummondii Benth.
- Scutellaria dumetorum Schltdl.
- Scutellaria durangensis B.L.Turner
- Scutellaria ebracteata A.Pool
- Scutellaria edelbergii Rech.f.
- Scutellaria elliptica Muhl.
- Scutellaria eplingii Legname
- Scutellaria farsistanica Rech.f.
- Scutellaria fauriei H.Lév. & Vaniot
- Scutellaria fedschenkoi Bornm.
- Scutellaria filicaulis Regel
- Scutellaria flabellulata Juz.
- Scutellaria flocculosa Epling & Mathias
- Scutellaria floridana Chapm.
- Scutellaria fontqueri Ortega Oliv. & Devesa
- Scutellaria formosa Leonard
- Scutellaria formosana N.E.Br.
- Scutellaria forrestii Diels
- Scutellaria fragillima Rech.f.
- Scutellaria franchetiana H.Lév.
- Scutellaria fraxinea Epling
- Scutellaria fruticetorum Epling
- Scutellaria galericulata L. – tarczyca pospolita
- Scutellaria galerita Epling
- Scutellaria gardoquioides (Benth.) Benth.
- Scutellaria gaumeri Leonard
- Scutellaria ghorana Hedge
- Scutellaria glabrata Vved.
- Scutellaria glabriuscula Fernald
- Scutellaria glandulosa Hook.f.
- Scutellaria glaphymstachys  Rech.f.
- Scutellaria glechomifolia H.Lév. & Vaniot
- Scutellaria glechomoides Boiss.
- Scutellaria glutinosa Benth.
- Scutellaria gontscharovii Juz.
- Scutellaria grandiflora Sims
- Scutellaria granulosa Juz.
- Scutellaria grossa Wall.
- Scutellaria grossecrenata Merr. & Chun ex C.Y.Wu
- Scutellaria grossheimiana Juz.
- Scutellaria guatemalensis Leonard
- Scutellaria guilielmii A.Gray
- Scutellaria guttata Nevski ex Juz.
- Scutellaria haematochlora Juz.
- Scutellaria haesitabunda Juz. ex Kochk.
- Scutellaria hainanensis C.Y.Wu
- Scutellaria hastifolia L. – tarczyca oszczepowata
- Scutellaria havanensis Jacq.
- Scutellaria helenae Albov
- Scutellaria heterophylla Montbret & Aucher ex Benth.
- Scutellaria heterotricha Juz. & Vved.
- Scutellaria heydei Hook.f.
- Scutellaria hintoniana Epling
- Scutellaria hintoniorum Henr.
- Scutellaria hirta Sm.
- Scutellaria hispidula B.L.Rob.
- Scutellaria hissarica B.Fedtsch.
- Scutellaria holosericea Gontsch. ex Juz.
- Scutellaria honanensis C.Y.Wu & H.W.Li
- Scutellaria hookeri Epling
- Scutellaria humilis R.Br.
- Scutellaria hunanensis C.Y.Wu
- Scutellaria hypericifolia H.Lév.
- Scutellaria immaculata Nevski ex Juz.
- Scutellaria incana Spreng. – tarczyca szara
- Scutellaria incarnata Vent.
- Scutellaria incisa Y.Z.Sun ex C.H.Hu
- Scutellaria incurva Wall.
- Scutellaria indica L. – tarczyca indyjska
- Scutellaria inghokensis Metcalf
- Scutellaria insignis Nakai
- Scutellaria integrifolia L.
- Scutellaria intermedia Popov
- Scutellaria irrasa Epling
- Scutellaria iskanderi Juz.
- Scutellaria iyoensis Nakai
- Scutellaria jaliscana Epling
- Scutellaria javanica Jungh.
- Scutellaria jodudiana B.Fedtsch.
- Scutellaria juzepczukii Gontsch.
- Scutellaria kamelinii M.N.Abdull.
- Scutellaria karatavica Juz.
- Scutellaria karjaginii Grossh.
- Scutellaria karkaralensis Juz.
- Scutellaria × ketenoglui Çiçek & Yaprak
- Scutellaria khasiana C.B.Clarke ex Hook.f.
- Scutellaria kikai-insulari s Hatus. ex T.Yamaz.
- Scutellaria kingiana Prain
- Scutellaria kiusiana H.Hara
- Scutellaria knorringiae Juz.
- Scutellaria kotkaiensis Rech.f.
- Scutellaria krasevii Kom. & I.Schischk. ex Juz.
- Scutellaria kugarti Juz.
- Scutellaria kuromidakensis  (Yahara) T.Yamaz.
- Scutellaria kurssanovii Pavlov
- Scutellaria lacei Hedge & A.J.Paton
- Scutellaria lactea A.Pool
- Scutellaria laeteviolacea Koidz.
- Scutellaria laevis Shinners
- Scutellaria langbianensis Wernham
- Scutellaria lanipes Juz.
- Scutellaria lateriflora L.
- Scutellaria laxa Dunn
- Scutellaria leptosiphon Nevski
- Scutellaria leptostegia Juz.
- Scutellaria leucantha Loes.
- Scutellaria likiangensis Diels
- Scutellaria lilungensis S.S.Ying
- Scutellaria linarioides C.Y.Wu
- Scutellaria linczewskii Juz.
- Scutellaria lindbergii Rech.f.
- Scutellaria lindeniana Benth.
- Scutellaria linearis Benth.
- Scutellaria lipskyi Juz.
- Scutellaria litwinowii Bornm. & Sint.
- Scutellaria longifolia Benth.
- Scutellaria longituba Koidz.
- Scutellaria lotienensis C.Y.Wu & S.Chow
- Scutellaria lundellii Epling
- Scutellaria lutea J.D.Sm.
- Scutellaria luteocaerulea Bornm. & Sint.
- Scutellaria lutescens C.Y.Wu
- Scutellaria lutilabia T.M.Lane & G.L.Nesom
- Scutellaria macra Epling
- Scutellaria macrochlamys Rech.f. & Fitz
- Scutellaria macrodonta Hand.-Mazz.
- Scutellaria macrosiphon C.Y.Wu
- Scutellaria mairei H.Lév.
- Scutellaria maxonii Leonard
- Scutellaria meehanioides C.Y.Wu
- Scutellaria megalaspis Rech.f.
- Scutellaria megalodonta Juz.
- Scutellaria megaphylla C.Y.Wu & H.W.Li
- Scutellaria mellichampii Small
- Scutellaria mesostegia Juz.
- Scutellaria mexicana (Torr.) A.J.Paton
- Scutellaria microdasys Juz. – tarczyca omszona
- Scutellaria microphylla Moc. & Sessé ex Benth.
- Scutellaria microphysa Juz.
- Scutellaria microviolacea C.Y.Wu
- Scutellaria × minkwitziae Juz.
- Scutellaria minor Huds. – tarczyca drobna
- Scutellaria mociniana Benth.
- Scutellaria modesta Játiva & Epling
- Scutellaria molanguitensis  Hiriart
- Scutellaria molinarum A.Pool
- Scutellaria mollifolia C.Y.Wu & H.W.Li
- Scutellaria mollis R.Br.
- Scutellaria mongolica Sobolevsk.
- Scutellaria moniliorhiza Kom.
- Scutellaria montana Chapm.
- Scutellaria monterreyana B.L.Turner
- Scutellaria mulleri B.L.Turner
- Scutellaria multibrachiata  H.Lév. & Vaniot
- Scutellaria multicaulis Boiss.
- Scutellaria multiflora Benth.
- Scutellaria multiglandulos a (Kearney) Small ex Harper
- Scutellaria multiramosa A.Pool
- Scutellaria muramatsui H.Hara
- Scutellaria muriculata Epling
- Scutellaria muzquiziana B.L.Turner
- Scutellaria nana A.Gray
- Scutellaria navicularis Juz.
- Scutellaria nepetifolia Benth.
- Scutellaria nepetoides Popov ex Juz.
- Scutellaria nervosa Pursh
- Scutellaria neubaueri Rech.f.
- Scutellaria × neumannii  H.Melzer & Bregant
- Scutellaria nevskii Juz. & Vved.
- Scutellaria × nicholsonii  Taub.
- Scutellaria nigricans C.Y.Wu
- Scutellaria nigrocardia C.Y.Wu & H.W.Li
- Scutellaria novae-zelandia e Hook.f.
- Scutellaria novorossica Juz.
- Scutellaria nummulariifoli a Hook.f.
- Scutellaria nuristanica Rech.f.
- Scutellaria oaxacana Greenm.
- Scutellaria oblonga Benth.
- Scutellaria oblongifolia A.Pool
- Scutellaria obtusifolia Hemsl.
- Scutellaria ocellata Juz.
- Scutellaria ochotensis Prob.
- Scutellaria ocmulgee Small
- Scutellaria ocymoides (Kunth) Epling
- Scutellaria oligodonta Juz.
- Scutellaria oligophlebia Merr. & Chun ex C.Y.Wu & S.Chow
- Scutellaria omeiensis C.Y.Wu
- Scutellaria orbicularis Bunge
- Scutellaria oreophila Grossh.
- Scutellaria orichalcea J.D.Sm.
- Scutellaria orientalis L. – tarczyca wschodnia
- Scutellaria orizabensis Epling
- Scutellaria orthocalyx Hand.-Mazz.
- Scutellaria orthotricha C.Y.Wu & H.W.Li
- Scutellaria oschtenica Juz.
- Scutellaria ossethica Kharadze
- Scutellaria ovata Hill
- Scutellaria oxystegia Juz.
- Scutellaria pacifica Juz.
- Scutellaria pallidiflora Epling
- Scutellaria pamirica Juz.
- Scutellaria paradoxa Galushko
- Scutellaria parrae Fern.Alonso
- Scutellaria parvula Michx. – tarczyca drobna
- Scutellaria paulsenii Briq.
- Scutellaria pekinensis Maxim.
- Scutellaria persica Bornm.
- Scutellaria petersoniae B.L.Turner & Reveal
- Scutellaria petiolata Hemsl. ex Lace & Prain
- Scutellaria phyllostachya Juz.
- Scutellaria physocalyx Regel & Schmalh. ex Regel
- Scutellaria picta Juz.
- Scutellaria pingbienensis C.Y.Wu & H.W.Li
- Scutellaria pinnatifida A.Ham.
- Scutellaria platensis Speg.
- Scutellaria platystegia Juz.
- Scutellaria platystoma Epling
- Scutellaria playfairii Kudô
- Scutellaria poecilantha Nevski ex Juz.
- Scutellaria poliochlora Rech.f. & Edelb.
- Scutellaria polyadena Briq.
- Scutellaria polyadenia Rech.f.
- Scutellaria polyphylla Juz.
- Scutellaria polytricha Juz.
- Scutellaria pontica K.Koch
- Scutellaria popovii Vved.
- Scutellaria porphyrantha Rech.f.
- Scutellaria potosina Brandegee
- Scutellaria prilipkoana Grossh.
- Scutellaria prostrata Jacquem. ex Benth.
- Scutellaria przewalskii Juz.
- Scutellaria pseudocoerulea  Briq.
- Scutellaria pseudocoleus Fern.Alonso
- Scutellaria pseudoserrata Epling
- Scutellaria pseudotenax C.Y.Wu
- Scutellaria purpurascens Sw.
- Scutellaria purpureocardia  C.Y.Wu
- Scutellaria pycnoclada Juz.
- Scutellaria quadrilobulata  Y.Z.Sun
- Scutellaria racemosa Pers.
- Scutellaria raddeana Juz.
- Scutellaria ramosissima Popov
- Scutellaria ramozanica Parsa
- Scutellaria regeliana Nakai
- Scutellaria rehderiana Diels
- Scutellaria repens Buch.-Ham. ex D.Don
- Scutellaria resinosa Torr.
- Scutellaria reticulata C.Y.Wu & W.T.Wang
- Scutellaria rhomboidalis Grossh.
- Scutellaria robusta Benth.
- Scutellaria rosei Fernald
- Scutellaria roseocyanea Epling
- Scutellaria rubicunda Hornem.
- Scutellaria rubromaculata Juz. & Vved.
- Scutellaria rubropunctata Hayata
- Scutellaria rupestris Boiss. & Heldr.
- Scutellaria russelioides Epling
- Scutellaria salviifolia Benth.
- Scutellaria sapphirina (Barneby) Olmstead
- Scutellaria sarmentosa Epling
- Scutellaria saslayensis A.Pool
- Scutellaria saxatilis Riddell
- Scutellaria scandens D.Don
- Scutellaria schachristanic a Juz.
- Scutellaria schugnanica B.Fedtsch.
- Scutellaria schweinfurthii  Briq.
- Scutellaria sciaphila S.Moore
- Scutellaria scordiifolia Fisch. ex Schrank
- Scutellaria scutellarioide s (Kunth) Harley
- Scutellaria sedelmeyerae Juz.
- Scutellaria seleriana Loes.
- Scutellaria semicircularis  S.Moore
- Scutellaria serboana B.L.Turner
- Scutellaria serrata Andrews
- Scutellaria sessilifolia Hemsl.
- Scutellaria sevanensis Sosn. ex Grossh.
- Scutellaria shansiensis C.Y.Wu & H.W.Li
- Scutellaria shikokiana Makino
- Scutellaria shweliensis W.W.Sm.
- Scutellaria sibthorpii (Benth.) Halácsy
- Scutellaria sichourensis C.Y.Wu & H.W.Li
- Scutellaria sieberi Benth.
- Scutellaria sieversii Bunge
- Scutellaria siphocampyloid es Vatke
- Scutellaria sipilensis Cuevas
- Scutellaria slametensis Sudarmono & B.J.Conn
- Scutellaria somalensis Thulin
- Scutellaria sosnowskyi Takht.
- Scutellaria spectabilis Pax & K.Hoffm.
- Scutellaria splendens Link, Klotzsch & Otto
- Scutellaria sporadum Bothmer
- Scutellaria squarrosa Nevski
- Scutellaria stachyoides Epling
- Scutellaria stachys L.
- Scutellaria stenosiphon Hemsl.
- Scutellaria stewartii B.L.Turner
- Scutellaria stocksii Boiss.
- Scutellaria striatella Gontsch.
- Scutellaria strigillosa Hemsl.
- Scutellaria subcaespitosa Pavlov
- Scutellaria subcordata Juz.
- Scutellaria subintegra C.Y.Wu & H.W.Li
- Scutellaria suffrutescens S.Watson
- Scutellaria supina L.
- Scutellaria swatensis Murata
- Scutellaria szovitziana Bunge
- Scutellaria taipeiensis T.C.Huang, A.Hsiao & M.J.Wu
- Scutellaria taiwanensis C.Y.Wu
- Scutellaria talamancana A.Pool
- Scutellaria talassica Juz.
- Scutellaria tapintzensis C.Y.Wu & H.W.Li
- Scutellaria tarokoensis T.Yamaz.
- Scutellaria tatianae Juz.
- Scutellaria tauricola Hand.-Mazz.
- Scutellaria tayloriana Dunn
- Scutellaria tenax W.W.Sm.
- Scutellaria tenera C.Y.Wu & H.W.Li
- Scutellaria teniana Hand.-Mazz.
- Scutellaria tenuiflora C.Y.Wu
- Scutellaria tenuipetiolata  A.Pool
- Scutellaria ternejica Prob.
- Scutellaria texana B.L.Turner
- Scutellaria theobromina Rech.f.
- Scutellaria tienchuanensis  C.Y.Wu & C.Chen
- Scutellaria titovii Juz.
- Scutellaria toguztoravensi s Juz.
- Scutellaria tomentosa Bertol.
- Scutellaria tortumensis (Kit Tan & Sorger) A.P.Khokhr.
- Scutellaria tournefortii Benth.
- Scutellaria tsinyunensis C.Y.Wu & S.Chow
- Scutellaria tsusimensis H.Hara
- Scutellaria tuberifera C.Y.Wu & C.Chen
- Scutellaria tuberosa Benth.
- Scutellaria tubiflora Benth.
- Scutellaria tucurriquensis  A.Pool
- Scutellaria tuminensis Nakai
- Scutellaria turgaica Juz.
- Scutellaria tutensis A.Pool
- Scutellaria tuvensis Juz.
- Scutellaria uliginosa A.St.-Hil. ex Benth.
- Scutellaria umbratilis Epling
- Scutellaria urticifolia Juz. & Vved.
- Scutellaria utriculata Labill.
- Scutellaria valdiviana (Clos) Epling
- Scutellaria velutina Juz. & Vved.
- Scutellaria villosissima Gontsch. ex Juz.
- Scutellaria violacea B.Heyne ex Benth.
- Scutellaria violascens Gürke
- Scutellaria viscidula Bunge
- Scutellaria vitifolia Brandegee
- Scutellaria volubilis Kunth
- Scutellaria weishanensis C.Y.Wu & H.W.Li
- Scutellaria wendtii Henr.
- Scutellaria wenshanensis C.Y.Wu & H.W.Li
- Scutellaria wightiana Benth.
- Scutellaria wongkei Dunn
- Scutellaria woodii J.M.Mercado
- Scutellaria wrightii A.Gray
- Scutellaria xanthosiphon Juz.
- Scutellaria xylorrhiza Bornm.
- Scutellaria yangbiensis H.W.Li
- Scutellaria yezoensis Kudô
- Scutellaria yingtakensis Y.Z.Sun
- Scutellaria yunnanensis H.Lév.
- Scutellaria zaprjagaevii Kochk. & Zhogoleva
- Scutellaria zivari Akhmed-zade